# Demokrata Liberális Párt (Románia)
A Demokrata Liberális Párt (románul Partidul Democrat Liberal, PDL) egy romániai jobboldali párt volt 2007 és 2014 között.

## Története
2008 januárjában alakult, amikor elődje, a Demokrata Párt összeolvadt a Nemzeti Liberális Pártból kivált Liberális Demokrata Párttal. 2014 novemberében szűnt meg, amikor összeolvadt a Nemzeti Liberális Párttal. A folyamat során a Demokrata Liberális Párt olvadt be a Nemzeti Liberális Pártba, így a két párt egyesülése során a Nemzeti Liberális Párt nevét tartották meg.
Hagyományosan Traian Băsescu román elnökkel kötik össze, aki a Demokrata Párt alapítója és vezetője volt, mielőtt az ország elnökévé választották. 2004 és 2007 közt a Demokrata Párt része volt a kormányzó pártszövetségnek, de kilépett a kormányból. Ezután és a pártegyesülést követően is Băsescu politikáját támogatták és nyilvánosan leszögezték, hogy az elnök újraválasztását szeretnék.
A tágabb értelemben vett párt történetében háromszor „váltott” ideológiát, mindig a legkisebb belső ellenállás, vagy választói szankció nélkül. Először a párt szociáldemokratának vallotta magát, és az Európai Szocialista Pártba jelentkezett (nem vették fel). Majd „áttért” a konzervativizmusra. Végül a Liberális Demokrata Párttal (PLD) való összeolvadás óta „liberális demokrata” pártnak vallja magát.
A 2008-as parlamenti választásokon második lett.
Részt vett az első Boc-kormányban, majd a koalíció felbomlása után a második Boc-kormány és az Ungureanu-kabinet fő erejét adta, de a bevezetett megszorító intézkedések miatt lecsökkent a népszerűsége.
A 2012-es önkormányzati választásokon csúfos vereséget szenvedett, valamennyi nagyváros polgármesteri tisztségét elvesztette. A kolozsváriak szociálliberális többségű önkormányzatot választottak ugyan, de megszavazták Emil Boc visszatérését a város élére. A választáson a voksok felét beseprő Szociálliberális Unió (USL) mögött végzett, a szavazatok alig 15 százalékát szerezve meg, így június 14-én a PD-L döntéshozói tanácskozásuk végén arra a következtetésre jutottak, hogy testületileg vállalniuk kell a választási kudarc politikai felelősségét, és így Emil Boc pártelnök és a teljes országos állandó bizottság benyújtotta lemondását. A pártot ügyvivő testület vezette a tisztújító küldöttgyűlésig, ahol is június 30-án Vasile Blagát választották új elnöknek. 2014-ben a párt egyesült a  Nemzeti Liberális Párttal, Vasile Blaga 2016 végéig a párt társelnöke volt.
Elnökök:
- 2008–2012: Emil Boc
- 2012–2014: Vasile Blaga

## Választási eredmények
| Választások | Képviselőház     | Képviselőház      | Képviselőház     | Képviselőház      | Szenátus         | Szenátus          | Szenátus         | Szenátus          | Parlamenti szerepe |
| Választások | Szavazatok száma | Szavazatok aránya | Mandátumok száma | Mandátumok aránya | Szavazatok száma | Szavazatok aránya | Mandátumok száma | Mandátumok aránya | Parlamenti szerepe |
| ----------- | ---------------- | ----------------- | ---------------- | ----------------- | ---------------- | ----------------- | ---------------- | ----------------- | ------------------ |
| 2008-as     | 2 228.860        | 33,57%            | 115              | 34,4%             | 2 312 358        | 32,36%            | 51               | 37,2%             | kormánypárt        |
| 2008-as     | 2 228.860        | 33,57%            | 115              | 34,4%             | 2 312 358        | 32,36%            | 51               | 37,2%             | ellenzék           |
| 2012-es     | 1 223 189        | 16,51%            | 52               | 12,6%             | 1 239 318        | 16,71%            | 22               | 12,5%             | ellenzék           |

### 2008-as romániai önkormányzati választások
A párt a 2008-as önkormányzati választásokon 13 municípium polgármesteri székét szerezte meg:
- Emil Boc, Kolozsvár
- Gabriel Boriga, Târgoviște
- Gheorghe Falcă, Arad
- Dorin Florea, Marosvásárhely
- Cătălin Flutur, Botoșani
- Mircia Gutău, Râmnicu Vâlcea
- Mircea Hava, Gyulafehérvár
- Constantin Hogea, Tulcea
- Ion Lungu, Szucsáva
- George Scripcaru, Brassó
- Antonie Solomon, Craiova
- Gheorghe Ștefan, Karácsonkő
- Darius Bogdan Vâlcov, Slatina

### 2012-es romániai önkormányzati választások
Polgármesteri széket szereztek:
- Emil Boc, Kolozsvár[3]
- Dorin Florea, Marosvásárhely